# کوروس گلیو
کُوروِس گلِیو (به انگلیسی: Corvus Glaive) یک شخصیت خیالی ابرشرور در کتاب‌های کامیک آمریکایی منتشر شده توسط مارول کامیکس است. او یکی از اعضای برجسته گروه فرقه سیاه به‌شمار می‌رود، تیمی متشکل از بیگانه‌هایی که برای شخصیت بد ذات تانوس کار می‌کنند. این شخصیت توسط نویسنده جاناتان هیکمن و طراح جیم چونگ خلق شده‌است، که برای اولین بار در مجموعه اینفینیتی (مه ۲۰۱۳) معرفی شد. او همسر یکی دیگر از اعضای فرقه سیاه، به نام پروکسیما میدنایت محسوب می‌شود. قدرت جاودانگی کوروس ناشی از سلاح وی است، قداره‌ای که وقتی به شکل یک تکه باقی بماند به او اجازه زنده ماندن در مقابل هر چیزی را می‌دهد. این قداره حتی قادر به برش اتم نیز می‌باشد و در هنگام پرتاب می‌تواند آن را فرا خواند تا به سوی دستش باز گردد.کوروس گلیو در صورت شکستن قداره برای همیشه خواهد مرد
کوروس گلِیو به عنوان یکی از فرزندان تانوس در فیلم سینمایی انتقام‌جویان: جنگ ابدیت (۲۰۱۸)، با هنرنمایی مایکل جیمز شاو حضور داشت.